# Gambusia georgei
Gambusia georgei är en utdöd fiskart i familjen levandefödande tandkarpar som levde endemiskt i San Marcos Springs och San Marcos-floden i Texas.

## Utseende
Arten var en liten men robust fisk. Som störst blev den 40 mm lång, men vanligtvis sällan längre än 33 mm. Könsbestämning var enkel, då analfenan hos hanen var omvandlad till ett kanalförsett parningsorgan – ett så kallat gonopodium – och hanarnas kroppsform var mer spolformad än honornas.

## Fortplantning
Hos Gambusia georgei skedde fortplantningen genom inre befruktning, där hanens gonopodium användes som parningsorgan. Arten var vivipar, och honan födde sålunda levande ungar. Honan kunde föda ungar flera gånger per säsong, även utan mellanliggande parningar, eftersom hon som alla Gambusia kunde spara livskraftig sperma i äggledarna genom så kallad förrådsbefruktning.

## Referenser

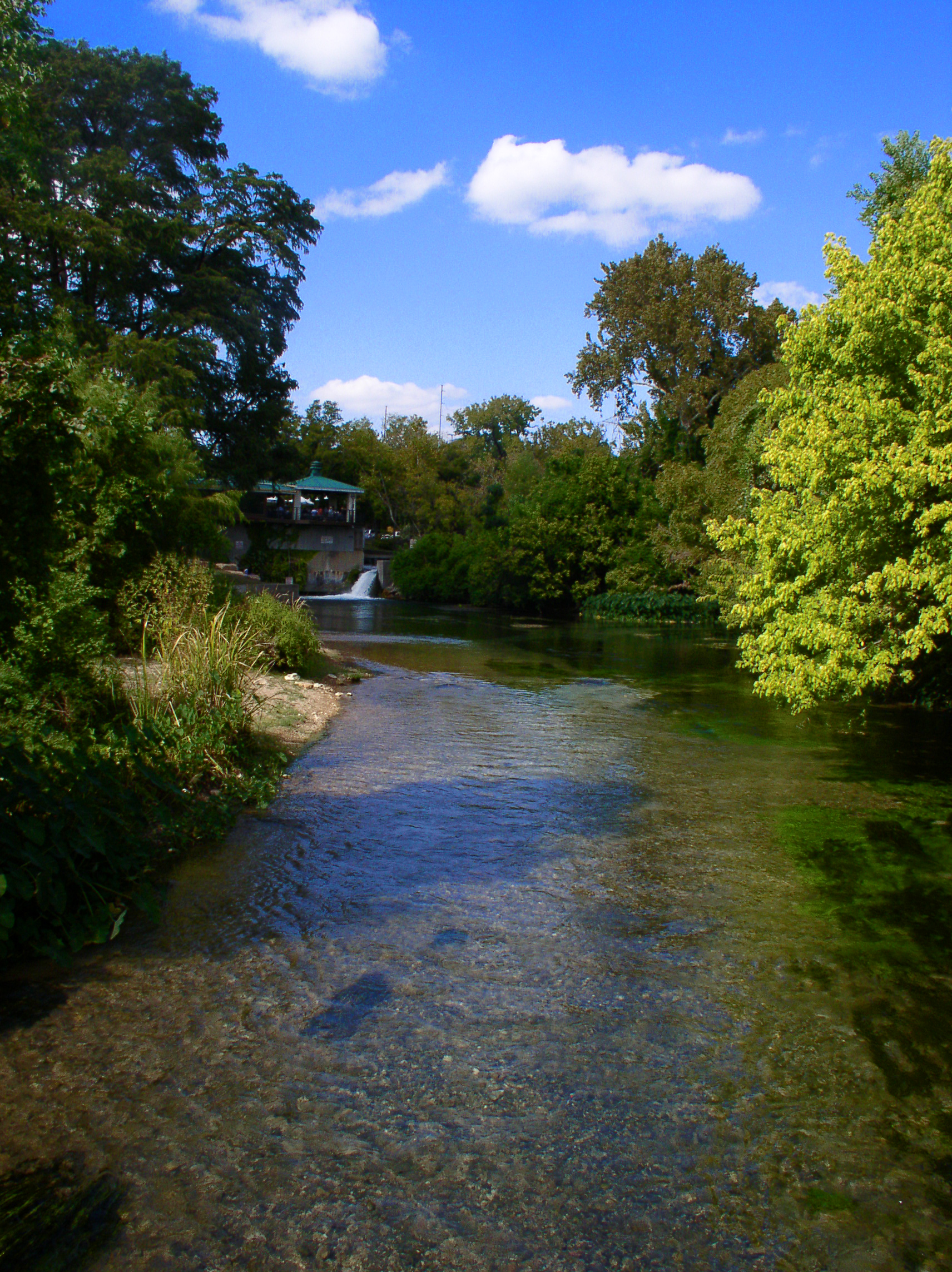
San Marcos-floden sedd nedströms från San Marcos Springs källflöden.